# Partia Liberalno-Demokratyczna (Serbia)
Partia Liberalno-Demokratyczna (serb. Liberalno-demokratska partija / Либерално-демократска партија, LDP) – serbska partia polityczna o profilu liberalnym.

## Historia
Partia powstała 5 listopada 2005 w Belgradzie z inicjatywy wykluczonego z Partii Demokratycznej byłego wicepremiera Čedomira Jovanovicia, który od tego czasu nieprzerwanie kieruje ugrupowaniem. W 2007 LDP zorganizowała koalicję z Obywatelskim Sojuszem Serbii (GSS), Unią Socjaldemokratyczną (SDU) i socjaldemokratami z Wojwodiny, przyjmując na swoje listy również lidera Chrześcijańsko-Demokratycznej Partii Serbii (DHSS). Blok uzyskał 5,3% głosów, wprowadzając 15 posłów do Zgromadzenia Narodowego. Jeszcze w 2007 GSS podjęło decyzję o zjednoczeniu się z LDP, dotychczasowa przewodnicząca sojuszu Nataša Mićić została wiceprzewodniczącą liberalnych demokratów. W przedterminowych wyborach w tym samym roku partia startowała z SDU i GSS. 5,2% głosów przełożyło się na 12 miejsc w parlamencie.
Lider LDP, Čedomir Jovanović, dwukrotnie kandydował w wyborach prezydenckich, przegrywając w pierwszej turze – w 2008 otrzymał 5,3% głosów, a w 2012 poparło go 5,0% głosujących. Przed wyborami parlamentarnymi odbywającymi się również w 2012 ugrupowanie stanęło na czele koalicji Preokret. Dołączyły do niej tradycyjnie SDU, a także Serbski Ruch Odnowy. Lista wyborcza zdobyła 6,5% głosów i 19 mandatów.
W wyborach w 2014 LDP nie przekroczyła wyborczego progu i znalazła się poza parlamentem. W 2016 partia współtworzyła wspólną listę wyborczą z Partią Socjaldemokratyczną i Ligą Socjaldemokratów Wojwodiny. Koalicja nieznacznie przekroczyła 5,0%, co pozwoliło kilku przedstawicielom LDP objąć mandaty poselskie. Na potrzeby wyborów w 2020 liberałowie zorganizowali koalicję sygnowaną nazwiskiem ich lidera, która nie uzyskała poselskiej reprezentacji. W wyborach w 2023 lider LDP otwierał listę wyborczą komitetu sygnowanego swoim nazwiskiem, który w głosowaniu uzyskał niewielkie poparcie.
Ugrupowanie należało do Partii Porozumienia Liberałów i Demokratów na rzecz Europy.